# Moord op Alison Parker en Adam Ward
De moord op Alison Parker en Adam Ward was een misdaad in de Verenigde Staten die plaatsvond op 26 augustus 2015. De 24-jarige journaliste Alison Parker en de 27-jarige cameraman Adam Ward van televisiestation WBDJ werden van dichtbij doodgeschoten tijdens een live-nieuwsuitzending. De persoon die geïnterviewd werd, werd ook beschoten maar overleefde de aanslag.

## Verloop
Parker en Ward hielden een interview met Vicki Gardner, een woordvoerster van de Kamer van Koophandel, bij het Smith Mountain Lake in Moneta. Tijdens het live interview in het ochtendjournaal werden Parker en Ward doodgeschoten door een ex-collega, Vester Lee Flanagan II. De journalisten werden beschoten met een Glock en overleden ter plaatse. De dader sloeg op de vlucht. Zijn auto werd staande gehouden in Fauquier County. De man vertoonde schotwonden in zijn lichaam, die hij zichzelf had aangebracht. Hij werd nog naar het ziekenhuis van Falls Church overgevlogen, waar hij aan zijn verwondingen overleed. Hij maakte zelf opnamen van de moord en verspreidde deze via het internet.

## Motief
Als motief werden pesterijen bij zijn voormalige werkgever om Flanagans zwarte huidskleur en homoseksuele geaardheid genoemd. Uit een manifest dat de dader eerder naar nieuwsstation ABC had gestuurd bleek dat hij onder meer in een racistisch gemotiveerde schietpartij in juni 2015 in een Afro-Amerikaanse kerk in Charleston een aanleiding had gezien om een aanslag te plegen. Ook bleek uit berichten van Flanagan op Twitter dat hij bewust de twee ex-collega's had uitgekozen als slachtoffer.